# M 61 (галактика)
M 61 (Messier 61, Мессье 61, другие обозначения — NGC 4303, IRAS12194+0444, UGC 7420, ZWG 42.45, MCG 1-32-22, VCC 508, PGC 40001) — спиральная галактика с перемычкой, находится на расстоянии около 60 млн световых лет в созвездии Девы.
Этот объект входит в число перечисленных в оригинальной редакции «Нового общего каталога».
Начиная с 1926 года, в галактике было зарегистрировано 7 сверхновых: SN 1926A, SN 1961I, SN 1964F, SN 1999gn, SN 2006ov и SN 2008in и последняя на текущий момент SN 2014dt (типа Ia-p с пиковой видимой звёздной величиной 13,6m).
M 61 относится к так называемым «галактикам с вереницами» (длинными прямыми изолированными отрезками спиральных рукавов), которые выделил Б. А. Воронцов-Вельяминов. Две смежные «вереницы» в ней имеют необычно чёткие очертания.

## Наблюдения

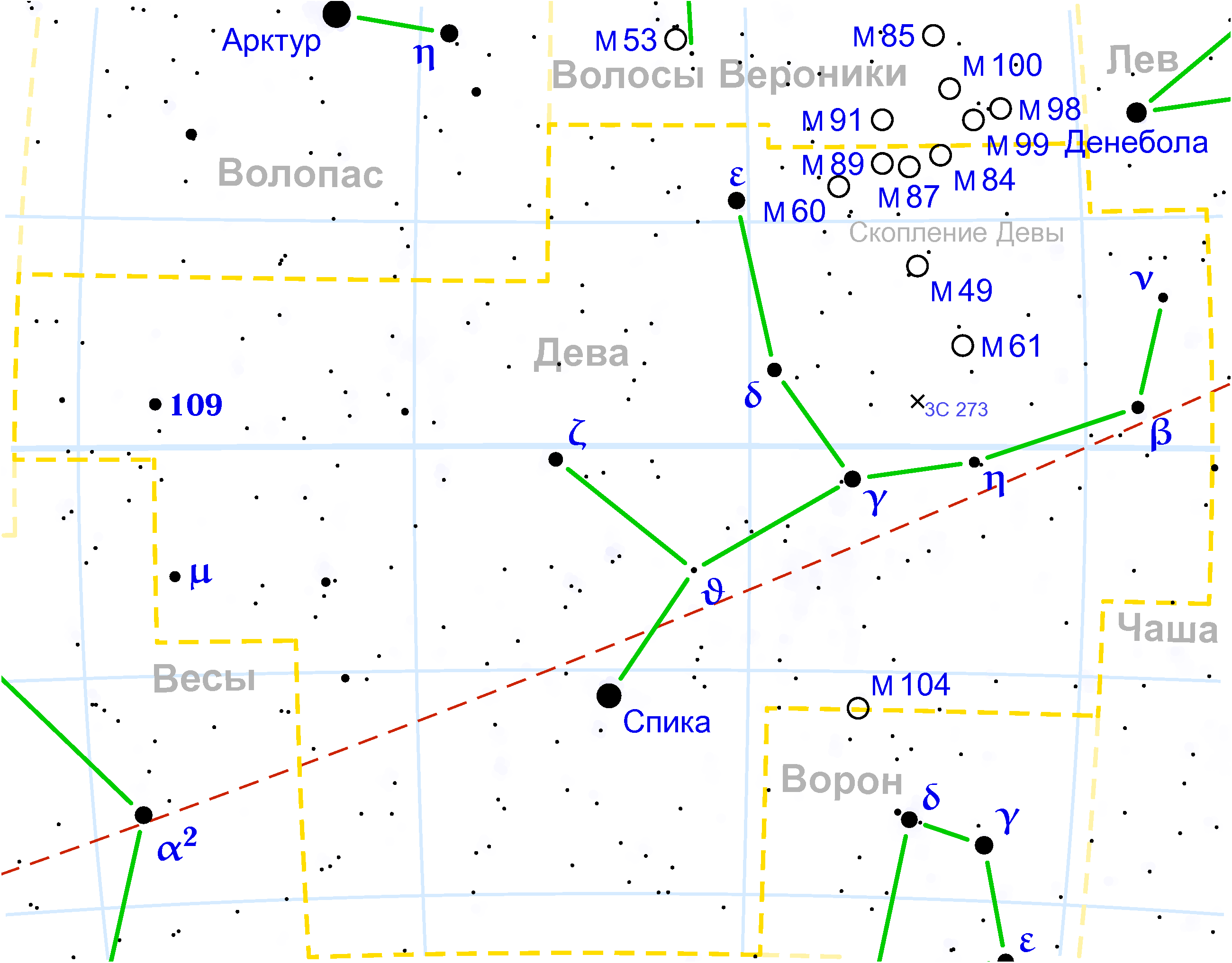
M 61 в Созвездии Девы

M61 — пересечённая спиральная галактика, схожая по форме и размерам с нашей, южный член скопления галактик в Деве. В небольшой любительский телескоп эта неяркая галактика видна в виде туманного пятнышка округлой формы с концентрацией яркости к центру. Её можно найти примерно на полпути от δ Девы к ν (градусом южнее 17 Vir яркостью 6,5m).
В телескоп апертурой 250—300 мм в хорошую ночь тренированный глаз может различить в гало M 61 спиральный рисунок ветвей (или по меньшей мере клочковатость) и компактное звездоподобное ядро. Очень помогает «боковое зрение». На юго-западную спираль галактики проецируется тусклая (14m) звезда переднего плана. При запасе апертуры в одном поле зрения окуляра с M 61 можно поискать пару неярких галактик: NGC 4301 (13m) в 10 угловых минутах на северо-восток и NGC 4292 (12,2m) в 12 угловых минутах на северо-запад (у звёздочки 10m).

### Соседи по небу из каталога Мессье
- M 49 — (на север) яркая эллиптическая галактика;
- M 104 — (на юг у границы созвездия Ворон) знаменитая галактика Сомбреро;
- M 65 и M 66 — (на северо-запад, чуть южнее θ Льва) пара спиральных галактик, видимых вполоборота, и их спутник NGC 3628;

### Последовательность наблюдения в «Марафоне Мессье»
…M 100 → M 49 → M 61 → M 68 → M 83…